# Virsbo-Näs naturreservat
Virsbo-Näs naturreservat är ett naturreservat i Surahammars kommun i Västmanlands län.
Området är naturskyddat sedan 2019 och är 12 hektar stort. Reservatet ligger på ett näs i Virsbosjön och består av gammal barrblandskog där gran dominerar.